# Кіпариссос Стефанос
Кіпариссос Стефанос (грец. Κυπάρισσος Στέφανος, 11 травня 1857, Кеа — 27 грудня 1917, Афіни) — один з найвизначніших грецьких математиків XIX століття. Найбільш відомий своїми роботами в області проєктивної геометрії, де низка термінів або були введені у вжиток Стефаносом, або відзначений його ім'ям.
Сучасний грецький академік Антоніс Кунадіс заявив, що, на його думку, «Кіпариссос Стефанос є найбільшим сучасним грецьким математиком періоду до Каратеодорі».

## Молоді роки
Кіпариссос Стефанос народився на острові Кеа у сім'ї вчителя. Його брат, Клон Стефанос, вважається одним із засновників антропології в Греції. Кіпариссос закінчив гімназію на острові Сірос під безпосереднім наглядом свого батька, після чого вступив до математичного класу філософського факультету Афінського університету, де у 1878 році, у віці 20 років, здобув ступінь доктора філософії математики. Велику роль у його житті та на науковій ниві відіграло випадкове знайомство у Дафні з англійським математиком Томасом Герстом (Thomas Archer Hirst, 1830—1892). Герст одразу побачив у молодому Стефаносі математичного генія, заохотив продовжити роботи, почав надавати йому допомогу та став наставником.

## Франція
Стефанос продовжив навчання у Паризькому університеті, де навчався у Жана Дарбу, Каміля Жордана, Шарля Ерміта, де здобув ступінь доктора математики за дисертацію «Теорія бінарних форм система трьох тетраедрів» («Sur les systèmes desmiques de trois tétraèdres») він запровадив термін «десмічна система», від грецького слова «десмі» (δέσμη — зв'язка, пучок).
Німецький математик Фелікс Кляйн розмістив роботи Стефаноса у свою класичну книгу «Вища геометрія» («Відображення лінійної геометрії у просторі 4-х вимірів», «Кола у просторі», «Пентацикл Стефаноса»). Співпраця Стефаноса з Кляйном і публікація праць стали сполучною ланкою між Кляйном і французькими математиками, тому молодий грецький математик зміцнив свою позицію у цих двох математичних школах. У 1881 році він повідомив про свою працю «Про геометрію куль» в Академії наук у Парижі. З'явилися й інші повідомлення з проблем геометрії, алгебри й інтегрального обчислення, які були опубліковані в Академії, в англійських й американських журналах.
Після Іоанніса Гадзидакіса (1844—1921) Стефанос був другим з грецьких математиків, які звернули увагу на векторне числення. У 1883 році він опублікував у німецькому журналі «Mathematische Annalen» працю про кватерніони Гамільтона. Стефанос отримав міжнародне визнання, але у 1884 році висловив бажання повернутися до Афін.

## Греція
Герст надав Стефаносу рекомендаційні листи, які вразили грецького міністра освіти та прем'єр-міністра Харілаоса Трикупіса, який також навчався свого часу у Франції. Його призначили професором в Афінський університет і пізніше — професором Афінського національного технічного університету та офіцерських Військового училища евелпідів і Військово-морської академії. Окрім своєї академічної та наукової діяльності, Стефанос був засновником Сільськогосподарського товариства та низки публічних торгових училищ, співзасновником Товариства друзів лісу та Грецького ремісничого товариства, організатором та президентом Асоціації вчителів. Він також взяв участь у комітетах з розгляду шкільних підручників та реформи навчальної програми середньої освіти.
Стефанос помер у ніч з 26 на 27 грудня 1917 року.
Під час святкування століття Афінського університету (1837—1937), Стефанос був схарактеризований «алгебраїстом і геометром, винятково елегантним у вирішенні рівнянь алгебри».

## ЕСБЕ про Стефанос
У дореволюційній Росії Стефанос був відомим математиком. Статтю про нього в ЕСБЕ написав відомий російський історик математики Бобинін Віктор Вікторович.